# 1978 ve filmu

## Československé filmy
- Jak dostat tatínka do polepšovny (režie: Marie Poledňáková)
- Kulový blesk (režie: Ladislav Smoljak, Zdeněk Podskalský)
- Panna a netvor (režie: Juraj Herz)

## Zahraniční filmy
- Čelisti 2 (režie: Jeannot Szwarc)
- Četník a mimozemšťané (režie: Jean Girault)
- Hooper (režie: Hal Needham)
- Lovec jelenů (režie: Michael Cimino)
- Nebe může počkat (režie: Buck Henry a Warren Beatty)
- Nikdy neprohrát (režie: James Fargo)
- Pomáda (režie: Randal Kleiser)
- Pomsta Růžového pantera (režie: Blake Edwards)
- Předvečer svátků Všech svatých (režie: John Carpenter)
- Stoupat jak dým (režie: Lou Adler a Tommy Chong)
- Superman (režie: Richard Donner)
- Zkouška pilota Pirxe (režie: Marek Piestrak)
- Zvěřinec časopisu National Lampoon (režie: John Landis)